# Atelier de pédagogie personnalisée
Pour les articles homonymes, voir APP.
Un atelier de pédagogie personnalisée  (APP) est un espace de formation permettant à des adultes de se former selon une démarche dite d'autoformation accompagnée. L'APP est un label pédagogique porté par des organismes de formation de natures diverses qui mettent en œuvre le même cahier des charges. 

## Histoire
On peut relever trois périodes  :
- La naissance et la dissémination (1983-2006)[2]. Après un temps d'observation des "Lieux Ressources" au Québec (1982) et un temps d'expérimentation (1983/1984) en région Rhône-Alpes à l'initiative d'acteurs de terrain, la 1ère circulaire APP (Atelier Pédagogique Personnalisé) est publiée en 1985. Durant cette période, les APP sont sous la tutelle de l'Etat avec, en relais dans chaque région, les DRFP, puis les DRTEFP. Une animation nationale (IOTA+) et des animations régionales participent au développement du réseau. En 2003, on dénombre sur tout le territoire national, DOM/TOM compris, 470 APP (entre-temps la dénomination est devenue "Atelier de Pédagogie Personnalisée") et 300 antennes, dont des antennes en milieux rural, urbain et carcéral.
- La réorganisation (2007-2016)[3]. Fin 2006, l'Etat annonce son prochain retrait. Depuis 2009, l'État n'est plus la tutelle des APP, mais un financeur parmi d'autres. Un passage de relais de la marque "APP", déposée à l'INPI, s'opère entre la DGEFP (Ministère du travail) et l'Association pour la Promotion du label APP. Avec l'APapp, les APP se sont organisés pour continuer à travailler en réseau autour d'un label certifié par AFNOR Certification (2016), d'une marque et d'un nouveau cahier des charges national, déposés de nouveau à l'INPI.
- L'ajustement et l'essor (2017-2025)[4]. Une 6éme version du Cahier des Charges APP permet, à plus de 100 APP, de nouer de nouveaux partenariats sur leur territoire pour mettre en place des parcours de formation APP adaptés. Il s'agit d'accompagner des adultes plutôt faiblement qualifiés dans le renforcement et le développement de leurs compétences transversales et professionnelles. Sur cette période, avec l'appui de l'APapp et de ses partenaires, le réseau des Ateliers de Pédagogie Personnalisée met progressivement en place, entre autres, les certifications CléA, puis CléA Numérique, et enfin, CléA Management. En 2024, il a été décidé de l'extension du label APP au delà du socle des Compétences Clés.

## Caractéristiques
L'Atelier de Pédagogie Personnalisée :
- constitue une partie complémentaire à l'offre globale de formation disponible à l'échelle d'une zone géographique, comme un bassin d'emploi ou un bassin de vie ;
- assure des actions de formation ouverte, plutôt de courte durée, portant sur de la remise à niveau, de la culture générale et de la culture numérique ;
- répond de façon permanente, individualisée et contractuelle aux demandes de formation émanant d'un public adulte diversifié. Ce public est engagé dans la réalisation d'un projet professionnel et social et a la volonté d'effectuer un travail personnel de formation et d'autoformation ;
- met en place des parcours individualisés avec un accompagnement personnalisé pour chaque personne.

Après un temps d'accueil et d'information individualisé où le demandeur de formation a exposé son projet, le référent positionne le futur bénéficiaire pour évaluer son niveau et mettre un jour un plan de formation, et ainsi la durée du parcours. Un contrat de formation est établi entre l'apprenant et un représentant de l'équipe pédagogique de l'APP. L'apprenant, durant son parcours en APP, évolue entre un travail en autonomie et un travail avec le formateur qui reste à sa disposition pour lever les blocages et pour favoriser l'autonomie dans les apprentissages. Les Ateliers de Pédagogie Personnalisée peuvent accueillir et accompagner simultanément plusieurs apprenants en particulier, dans un centre de ressources pour  des activités individuelles ou en atelier pour des activités collectives. 
En fonction des besoins et des envies de chaque apprenant, les parcours alternent des temps de formation, d'autoformation et de collaboration. Les apprenants peuvent travailler, apprendre et se former en même temps sur des domaines différents : apprendre à apprendre, français, culture générale, mathématiques, sciences, biologie, oral de concours, bureautique, numérique, etc., ..) et de niveaux différents (niveaux  2,3 et essentiellement niveau 4, mais aussi, niveau 5 ou plus). Une partie du parcours de formation peut se dérouler tout ou en partie à distance, dans le cas d'actions FOAD, dites multimodales.